# Juan E. Méndez
Juan E. Méndez (Partido de Lomas de Zamora, Argentina, 11 de diciembre de 1944) es un abogado y activista en derechos humanos, se ha distinguido por su labor en favor de los presos políticos. Su desempeño en la relatoría de la ONU sobre tortura y otros tratos o penas crueles, inhumanas o degradantes ha sido reconocido a nivel mundial.

## Trayectoria profesional y docencia
En 1970 obtuvo el título de abogado en la Universidad Católica Stella Maris en Mar del Plata. Durante el inicio de su trayectoria profesional se dedicó a defender a presos políticos. En consecuencia fue arrestado por la dictadura militar argentina, sometido a tortura y fue detenido por un periodo de 18 meses.  Amnistía Internacional se hizo eco de su caso como preso político y denunció a la dictadura argentina. En 1977 debió exiliarse de su país, por lo que se trasladó a Estados Unidos.
Durante su estadía en Estados Unidos trabajó para la iglesia católica de Aurora, Illinois  protegiendo los derechos de los trabajadores migrantes.  En 1978 se incorporó al Comité de Abogados para los Derechos Civiles bajo la ley de Washington D. C., y en 1982 inició el programa para América de Human Rights Watch (HRW). Durante más de 15 años colaboró para HRW llegando a ser el consejero general en 1994.  
Es profesor visitante en la Academia de Derechos Humanos y Derecho Internacional Humanitario de Universidad Americana Washington College of Law. De 1996 a 1999 fue director ejecutivo del Instituto Interamericano de Derechos Humanos de Costa Rica. De 1999 a 2004 fue profesor de Derecho y director del Centro de Derechos Humanos y Civiles en la Universidad de Notre Dame.  De forma paralela, en 2001 comenzó a trabajar en el Centro Internacional para la Justicia Transicional  (ICTJ), una organización no gubernamental internacional de derechos humanos, llegando a ser su presidente de 2004 a 2009, y desde entonces presidente emérito.  Por otra parte, fue asesor especial sobre genocidio en la ONU, y desde el 6 de octubre de 2010 es relator especial sobre la tortura.
Ha impartido clases de derecho internacional de los derechos humanos en el Centro de Leyes de la Universidad de Georgetown, en la Escuela de Estudios Internacionales Avanzados de la Universidad Johns Hopkins, y en el Programa de Maestrías en la Ley Internacional de Derechos Humanos en la Universidad de Oxford de Gran Bretaña.
En diciembre del 2021, el Consejo de Derechos Humanos de las Naciones Unidas designó a Mendez como miembro del Cuerpo de Justicia Racial, un mecanismo creado para examinar el racismo sistémico y uso excesivo de fuerza contra personas africanas y de origen africano por parte de organismos de seguridad alrededor del mundo. Mendez será uno de tres miembros junto a Yvonne Mokgoro de Sudáfrica y Tracie L. Keesee de Estados Unidos.

## Premios y distinciones
A lo largo de su trayectoria profesional ha recibido diversos premios y distinciones:
- Medalla Goler T. Butcher otorgada por la American Society of International Law.
- Doctorado honoris causa por la Universidad de Quebec en Montreal.
- Premio Monsignor Oscar A. Romero por su liderazago en al servicio de los derechos humanos por la Universidad de Dayton de Ohio.
- Premio Jeanne y Joseph Sullivan otorgado por la Alianza Heartland.
- Doctorado honoris causa por la Universidad Nacional de La Plata de Argentina en junio de 2013.
- Premio de Derechos Humanos Letelier-Moffitt otorgado por el Institute for Policy Studies en 2014.